# Cserépváralja
Cserépváralja é um município da Hungria, situado no condado de Borsod-Abaúj-Zemplén. Tem 14,62 km² de área e sua população em 2015 foi estimada em 382 habitantes.